# Валя-Лупулуй (Васлуй)
Валя-Лупулуй (рум. Valea Lupului) — село у повіті Васлуй в Румунії. Входить до складу комуни Гергешть.
Село розташоване на відстані 254 км на північний схід від Бухареста, 21 км на південний захід від Васлуя, 74 км на південь від Ясс, 123 км на північ від Галаца.

## Населення
За даними перепису населення 2002 року у селі проживали 3 особи.